# Miss Europe 1996
Miss Europe 1996 war ein Schönheitswettbewerb, der in der zweiten Septemberhälfte 1996 in Albanien stattfand. An einer zweiten Veranstaltung in der Türkei wurde im Oktober des gleichen Jahrs die Miss Europa gekürt.

## Miss Europe 1996

Auf die Veranstaltung hinweisendes Plakat am Kulturpalast in Tirana

Der Wettbewerb um die Miss Europe 1996 war der vierzigste seit 1948, den die Mondial Events Organisation (MEO) durchführte. Sie war von den Franzosen Roger Zeiler und Claude Berr ins Leben gerufen worden, hatte ihren Sitz in Paris und arrangierte den Wettbewerb bis 2002.
Der Anlass hatte als Hauptsponsor das albanische Unternehmen Gjallica, eine der 16 Pyramiden-Firmen, die wenige Monate später alle bankrottgehen sollten, wodurch Anfang 1997 der Lotterieaufstand, eine heftige Staatskrise, ausgelöst wurde. Die Misses besuchten während ihres mehrwöchigen Aufenthalts in Albanien für Fototermine verschiedene Sehenswürdigkeiten. Das Staatsfernsehen TVSH berichtete täglich. Die Kandidatinnen waren in ihren Herkunftsländern von nationalen Organisationskomitees ausgewählt worden, die mit der MEO Lizenzverträge abgeschlossen hatten. Dabei muss es sich nicht in jedem Fall um die Erstplatzierte in ihrem nationalen Wettbewerb gehandelt haben. Die Gewinnerin wurde am 28. September 1996 in der Hauptstadt Tirana ernannt. Es gab 35 Bewerberinnen.
| Land                    | Schreibweise bei Pageantopolis | Schreibweise in der Heimatsprache            | Teilnahme an weiteren Wettbewerben                                                |
| ----------------------- | ------------------------------ | -------------------------------------------- | --------------------------------------------------------------------------------- |
| Platzierungen           |                                |                                              |                                                                                   |
| 1. England              | Marie-Claire Harrison          |                                              |                                                                                   |
| 2. Belarus              | Yelena Shcherbak               | Алена Шчэрбак                                |                                                                                   |
| 3. Israel               | Kim Roslikov                   |                                              |                                                                                   |
| 4. Griechenland         | Nonie Dounia                   | Νόνη Δούνια                                  |                                                                                   |
| 5. Spanien              | Aurelia Barrera Escalera       | Aurelia Barrera Escalera                     |                                                                                   |
| Top 12                  |                                |                                              |                                                                                   |
| Albanien                | Hygerta Sako                   | Hygerta Sako                                 |                                                                                   |
| Belgien                 | Laetitia Bureau                | Laëtitia Bureau                              |                                                                                   |
| Finnland                | Anitra Ahtola                  | Anitra Ahtola                                | Miss Baltic Sea 1997                                                              |
| Frankreich              | Caroline Clery                 | Caroline Cléry                               |                                                                                   |
| Italien                 | Anna Valle                     | Anna Valle                                   | Miss Universe 1996                                                                |
| Slowakei                | Marcela Janova                 | Marcela Jánová                               |                                                                                   |
| Türkei                  | Pinar Yigit                    | Pinar Yiğit                                  |                                                                                   |
| Weitere Teilnehmerinnen |                                |                                              |                                                                                   |
| Armenien                | Karine Khachatrian             | Կարինե Խաչատրյան                             |                                                                                   |
| Bulgarien               | Svetlana Stoianova             | Светлана Стоянова                            |                                                                                   |
| Dänemark                | Anette Oldenborg               | Anette Oldenborg                             | Miss Universe 1996, Miss Baltic Sea 1998: Platz 2, Miss Scandinavia 2000: Platz 2 |
| Deutschland             | Miriam Ruppert                 | Miriam Ruppert                               | Miss Intercontinental 1996, Miss Universe 1996                                    |
| Estland                 | Kaie Kaas                      | Kaie Kaas                                    |                                                                                   |
| Holland                 | Virginia Koopmans              | Virginia Koopmans                            |                                                                                   |
| Georgien                | Natia Gogichiashvili           | ნათია …ვილი                                  |                                                                                   |
| Irland                  | Joanne Black                   | Joanne Black                                 | Miss World 1995, Miss Universe 1996                                               |
| Island                  | Solveig Lilja Gudmundsdóttir   | Sólveig Lilja Guðmundsdóttir                 | Miss Universe 1997                                                                |
| Lettland                | Ilvita Liepina                 | Ilvita Liepiņa                               |                                                                                   |
| Litauen                 | Sonata Pulkauskaite            | Sonata Pulkauskaitė                          |                                                                                   |
| Luxemburg               | Christiane Lorent              | Christiane Lorent                            |                                                                                   |
| Malta                   | Donna Evans Xwereb             | Donna Evans Xuereb                           |                                                                                   |
| Polen                   | Agata Dworniczek               | Agata Dworniczek                             |                                                                                   |
| Portugal                | Rita Carvalho                  | Rita Carvalho                                | Miss Universe 1996                                                                |
| Rumänien                | Angela Patau                   |                                              |                                                                                   |
| Russland                | Victoria Bogdanova             | Виктория Богданова                           |                                                                                   |
| Schweden                | Anna Olin                      |                                              |                                                                                   |
| Schweiz                 | Mariana Barleycorn             |                                              |                                                                                   |
| Tschechien              | Iva Kubelkova                  | Iva Kubelková                                |                                                                                   |
| Ukraine                 | Radmila Lalazarova             | Радмила Лалазарова (russisch)                |                                                                                   |
| Wales                   | Zara Baynes                    |                                              |                                                                                   |
| Zypern                  | Christiana Stavrinides         | Χριστίνα Σταυρινίδου (Christina Stavrinidou) |                                                                                   |

## Miss Europa 1996
Von 1951 bis 2002 gab es einen rivalisierenden europäischen Wettbewerb, durchgeführt vom Comité Officiel et International Miss Europe. Dies wurde 1950 von Jean Raibaut in Paris gegründet, der Sitz später nach Marseille verlegt. Die Siegerinnen trugen unterschiedliche Titel wie Miss Europa, Miss Europe oder auch Miss Europe International.
Die Wahl zur Miss Europa 1996 fand am 4. Oktober 1996 in der türkischen Metropole Izmir statt. Es gab 30 Bewerberinnen.
Platzierungen:
- 1.  Schweden: Mimmi Gunnarsson (trat zurück)
- 2.  Finnland: Jenni Rautawaara (übernahm den Titel)
- 3.  Schottland: Kelly Hodson

Weitere Teilnehmerinnen:
- Albanien: Medera Moxma Diaz
- Andorra: Helena Bourre
- Bulgarien: Adelina Dinkova / Аделина Динкова
- Frankreich: Cynthia Lustig
- Griechenland: Teresa Rousso / Τερέζα Ρούσσου
- Israel: Olga Makaron
- Kroatien: Suzanna Miltanovica
- Luxemburg: Marilyne Rambourt
- Mazedonien: ?
- Moldau: Monica Zamfir
- „Mediterranean“: Cathy Palombo
- Monaco: Geraldine Flechmon
- Neukaledonien: Tanya Lise Chitty (Miss International 1996: Semifinale)
- Niederlande: Kelly Smit
- Norwegen: Carina Mjones
- Polen: Beata Palega
- Rumänien: Iolanda Bellu
- Russland: Polina Gavia / Попина Гавия
- „Scandinavia“:  Marika Toppari
- Schweiz: Katie Pastori
- Spanien: Cristina Moreno
- Türkei: Bilge Kara
- Türkische Republik Nordzypern: ?
- Ukraine: Natalia Egorava / Наталья Егорова
- Vereinigtes Königreich: Anna Marie Todino
- Wales: Trudi Leeson
- Zypern: Sureyya Eray / Süreyya Eray